# Rob Witschge
Robert (Rob) Witschge (Amsterdam, 22 augustus 1966) is een Nederlands voormalig voetballer. Als speler kwam hij onder meer uit voor Ajax, Feyenoord, Saint-Étienne, FC Utrecht en het Nederlands voetbalelftal. Hij speelde normaliter linksbuiten of linkshalf. In 1999 zette hij een punt achter zijn carrière en begon hij een carrière als trainer.
Hij is de oudere broer van Richard Witschge en een zoon van Piet Witschge, die in de jaren zestig voor Blauw-Wit uitkwam.

## Carrière

### Als speler
Als speler kwam hij onder meer uit voor Ajax, Feyenoord, Saint-Étienne en FC Utrecht. Hij speelde normaliter linksbuiten of linkshalf. Hij speelde dertig interlands voor het Nederlands elftal, waarin hij drie keer scoorde. Bij Ajax debuteerde hij op 8 september 1985 tijdens Ajax-FC VVV (7-1). Vanaf het duel Ajax-PSV op 31 augustus 1986 (3-0) werd hij vaste basisspeler. Met Ajax won hij eenmaal de KNVB beker en won hij samen met zijn broer Richard in 1987 de European Cup Winners Cup. Bij Feyenoord won hij vier KNVB bekers, de eerste editie van de Johan Cruijff Schaal (destijds Nederlandse Supercup genaamd), een landskampioenschap en haalde hij de halve finale van de European Cup Winners Cup in 1991/92.

### Als trainer
In mei 2000 slaagde Witschge voor het diploma Trainer Coach I. In het seizoen 2001/02 was Witschge assistent-trainer bij HFC Haarlem. In 2004 werd hij assistent-bondscoach van het Nederlands voetbalelftal, samen met John van 't Schip assisteerde hij bondscoach Marco van Basten. In het seizoen 2006/07 liep Witschge stage bij wederom HFC Haarlem. Daarna was Witschge, samen met John van 't Schip, assistent-trainer bij Ajax, wederom onder hoofdtrainer Marco van Basten. Toen Van Basten ontslag nam, wist Ajax niet wat het met Witschge moest doen. Ze konden hem niet meer gebruiken als assistent, omdat de nieuwe trainer Martin Jol zijn eigen assistenten mocht kiezen. Witschge weigerde zelf een baan als scout en werd vervolgens ingezet bij satellietclub HFC Haarlem, waar hij de club moest gaan doorlichten. Voetbalclub HFC Haarlem ging begin 2010 failliet.
| Periode   | Club                     | Competitie           | Functie           |
| --------- | ------------------------ | -------------------- | ----------------- |
| 2001-2002 | Haarlem                  | Eerste divisie       | Assistent-trainer |
| 2002-2004 | ADO '20                  | Zondag Hoofdklasse A | Hoofdtrainer      |
| 2004-2008 | Nederlands voetbalelftal |                      | Assistent-trainer |
| 2008-2009 | Ajax                     | Eredivisie           | Assistent-trainer |

## Erelijst
| Competitie               |        |                                    |      |      |
| Competitie               | Aantal | Jaren                              |      |      |
| Ajax                     | Ajax   | Ajax                               | Ajax | Ajax |
| ------------------------ | ------ | ---------------------------------- | ---- | ---- |
| Continentaal             |        |                                    |      |      |
| European Cup Winners Cup | 1x     | 1986/87                            |      |      |
| Nationaal                |        |                                    |      |      |
| KNVB beker               | 1x     | 1986/87                            |      |      |
| Feyenoord                |        |                                    |      |      |
| Eredivisie               | 1x     | 1992/93                            |      |      |
| KNVB beker               | 4x     | 1990/91, 1991/92, 1993/94, 1994/95 |      |      |
| Nederlandse Supercup     | 1x     | 1991                               |      |      |
| Al-Ittihad               |        |                                    |      |      |
| Continentaal             |        |                                    |      |      |
| Asian Cup Winners Cup    | 1x     | 1998/99                            |      |      |
| Nationaal                |        |                                    |      |      |
| Saudi Premier League     | 1x     | 1998/99                            |      |      |
| Saudi Federation Cup     | 1x     | 1998/99                            |      |      |

## Familie
Cor Witschge is verre familie van Rob en Richard. De grootvader van Rob en Richard is een neef van Cor.